# حيدر أباد (فريمان)
حيدر أباد (بالفارسية: حیدرآباد) هي قرية تقع في قسم قلندرآباد الريفي في إيران. يقدر عدد سكانها بـ 0 نسمة بحسب إحصاء 2016.